# Lotononis argyrella
Lotononis argyrella är en ärtväxtart som beskrevs av Macowan. Lotononis argyrella ingår i släktet Lotononis och familjen ärtväxter. Inga underarter finns listade i Catalogue of Life.